# Fantasy (Schlagerband)/Diskografie
Diese Diskografie ist eine Übersicht über die musikalischen Werke des deutschen Schlager-Duos Fantasy. Den Quellenangaben zufolge hat es bisher mehr als zwei Millionen Tonträger verkauft (Stand: September 2017). Seine erfolgreichste Veröffentlichung ist laut Schallplattenauszeichnungen die Kompilation Best of – 10 Jahre Fantasy mit über 420.000 verkauften Einheiten.

## Alben

### Studioalben
| Jahr | Titel Musiklabel                       | Höchstplatzierung, Gesamtwochen, AuszeichnungChartplatzierungen (Jahr, Titel, Musiklabel, Platzierungen, Wochen, Auszeichnungen, Anmerkungen) | Höchstplatzierung, Gesamtwochen, AuszeichnungChartplatzierungen (Jahr, Titel, Musiklabel, Platzierungen, Wochen, Auszeichnungen, Anmerkungen) | Höchstplatzierung, Gesamtwochen, AuszeichnungChartplatzierungen (Jahr, Titel, Musiklabel, Platzierungen, Wochen, Auszeichnungen, Anmerkungen) | Anmerkungen                                                |
| Jahr | Titel Musiklabel                       | DE | AT | CH | Anmerkungen                                                |
| ---- | -------------------------------------- | --- | --- | --- | ---------------------------------------------------------- |
| 2002 | Mein schönstes Geschenk Radiola (DA)   | — | — | — | Erstveröffentlichung: 2002                                 |
| 2006 | Alle wissen es schon Radiola (DA)      | — | — | — | Erstveröffentlichung: 30. Juni 2006                        |
| 2009 | Land in Sicht Ariola (Sony BMG)        | DE88 (1 Wo.)DE | AT51 (1 Wo.)AT | — | Erstveröffentlichung: 19. Juni 2009                        |
| 2010 | König in der Nacht Ariola (Sony)       | DE38 (2 Wo.)DE | AT49 (2 Wo.)AT | — | Erstveröffentlichung: 27. August 2010                      |
| 2013 | Endstation Sehnsucht Ariola (Sony)     | DE3 Gold · (27 Wo.)DE | AT6 Gold · (29 Wo.)AT | CH39 (4 Wo.)CH | Erstveröffentlichung: 15. März 2013 Verkäufe: + 107.500    |
| 2014 | Eine Nacht im Paradies Ariola (Sony)   | DE1 ×3Dreifachgold · (27 Wo.)DE | AT1 Gold · (41 Wo.)AT | CH6 (13 Wo.)CH | Erstveröffentlichung: 2. Mai 2014 Verkäufe: + 307.500      |
| 2016 | Freudensprünge Ariola (Sony)           | DE1 Gold · (32 Wo.)DE | AT1 Platin · (40 Wo.)AT | CH3 (16 Wo.)CH | Erstveröffentlichung: 19. Februar 2016 Verkäufe: + 115.000 |
| 2017 | Bonnie & Clyde Ariola (Sony)           | DE3 Gold · (29 Wo.)DE | AT2 Gold · (54 Wo.)AT | CH4 (22 Wo.)CH | Erstveröffentlichung: 7. April 2017 Verkäufe: + 107.500    |
| 2019 | Casanova Ariola (Sony)                 | DE1 (14 Wo.)DE | AT5 (10 Wo.)AT | CH1 (10 Wo.)CH | Erstveröffentlichung: 6. September 2019                    |
| 2020 | 10.000 bunte Luftballons Ariola (Sony) | DE1 (11 Wo.)DE | AT1 (9 Wo.)AT | CH2 (9 Wo.)CH | Erstveröffentlichung: 24. Juli 2020                        |
| 2022 | Lieder unseres Lebens Ariola (Sony)    | DE2 (5 Wo.)DE | AT1 (7 Wo.)AT | CH3 (5 Wo.)CH | Erstveröffentlichung: 18. Februar 2022                     |
| 2023 | Mitten im Feuer Telamo (WMG)           | DE1 (10 Wo.)DE | AT2 (7 Wo.)AT | CH2 (4 Wo.)CH | Erstveröffentlichung: 13. Januar 2023                      |
| 2024 | Phönix aus der Asche Telamo (WMG)      | DE1 (7 Wo.)DE | AT1 (8 Wo.)AT | CH5 (4 Wo.)CH | Erstveröffentlichung: 19. Januar 2024                      |
| 2025 | Willkommen im Wunderland Telamo (WMG)  | DE1 (4 Wo.)DE | AT1 (5 Wo.)AT | CH4 (1 Wo.)CH | Erstveröffentlichung: 21. März 2025                        |

### Livealben
| Jahr | Titel Musiklabel                                                      | Anmerkungen                                                                                              |
| ---- | --------------------------------------------------------------------- | --- |
| 2013 | Best of – 10 Jahre Fantasy – LIVE Ariola (Sony)                       | Erstveröffentlichung: 1. Februar 2013 Verkäufe werden der Kompilation bzw. dem Videoalbum hinzuaddiert   |
| 2013 | Endstation Sehnsucht – Die Sommernacht 2013 Ariola (Sony)             | Erstveröffentlichung: 25. Oktober 2013 Verkäufe werden dem Studioalbum hinzuaddiert                      |
| 2016 | Freudensprünge – Live aus Berlin Ariola (Sony)                        | Erstveröffentlichung: 2. September 2016 Verkäufe werden dem Studioalbum bzw. dem Videoalbum hinzuaddiert |
| 2017 | Bonnie & Clyde Live – In dieser Sommernacht Ariola (Sony)             | Erstveröffentlichung: 8. September 2017 Verkäufe werden dem Studioalbum hinzuaddiert                     |
| 2018 | Das Beste von Fantasy – Das Große Jubiläumsalbum – Live Ariola (Sony) | Erstveröffentlichung: 7. Dezember 2018 Verkäufe werden dem Studioalbum bzw. dem Videoalbum hinzuaddiert  |

### Kompilationen
| Jahr | Titel Musiklabel                                                               | Höchstplatzierung, Gesamtwochen, AuszeichnungChartplatzierungen (Jahr, Titel, Musiklabel, Platzierungen, Wochen, Auszeichnungen, Anmerkungen) | Höchstplatzierung, Gesamtwochen, AuszeichnungChartplatzierungen (Jahr, Titel, Musiklabel, Platzierungen, Wochen, Auszeichnungen, Anmerkungen) | Höchstplatzierung, Gesamtwochen, AuszeichnungChartplatzierungen (Jahr, Titel, Musiklabel, Platzierungen, Wochen, Auszeichnungen, Anmerkungen) | Anmerkungen                                             |
| Jahr | Titel Musiklabel                                                               | DE | AT | CH | Anmerkungen                                             |
| ---- | ------------------------------------------------------------------------------ | --- | --- | --- | ------------------------------------------------------- |
| 2012 | Best of – 10 Jahre Fantasy Ariola (Sony)                                       | DE20 ×2Doppelplatin · (66 Wo.)DE | AT16 Platin · (99 Wo.)AT | — | Erstveröffentlichung: 23. März 2012 Verkäufe: + 420.000 |
| 2017 | Die ersten Hits Telamo (WMG)                                                   | DE23 (1 Wo.)DE | AT31 (1 Wo.)AT | CH65 (1 Wo.)CH | Erstveröffentlichung: 29. September 2017                |
| 2018 | Die frühen Hits Telamo (WMG)                                                   | — | — | CH94 (1 Wo.)CH | Erstveröffentlichung: 2. März 2018                      |
| 2018 | Das Beste von Fantasy – Das große Jubiläumsalbum mit allen Hits! Ariola (Sony) | DE1 Gold · (55 Wo.)DE | AT1 Gold · (40 Wo.)AT | CH5 (22 Wo.)CH | Erstveröffentlichung: 9. März 2018 Verkäufe: + 107.500  |
| 2023 | Das Beste Telamo (WMG)                                                         | DE1 (3 Wo.)DE | AT3 (1 Wo.)AT | CH12 (1 Wo.)CH | Erstveröffentlichung: 22. September 2023                |

### Weihnachtsalben
| Jahr | Titel Musiklabel                            | Höchstplatzierung, Gesamtwochen, AuszeichnungChartplatzierungen (Jahr, Titel, Musiklabel, Platzierungen, Wochen, Auszeichnungen, Anmerkungen) | Höchstplatzierung, Gesamtwochen, AuszeichnungChartplatzierungen (Jahr, Titel, Musiklabel, Platzierungen, Wochen, Auszeichnungen, Anmerkungen) | Höchstplatzierung, Gesamtwochen, AuszeichnungChartplatzierungen (Jahr, Titel, Musiklabel, Platzierungen, Wochen, Auszeichnungen, Anmerkungen) | Anmerkungen                                                |
| Jahr | Titel Musiklabel                            | DE | AT | CH | Anmerkungen                                                |
| ---- | ------------------------------------------- | --- | --- | --- | ---------------------------------------------------------- |
| 2014 | Weihnachten mit Fantasy Ariola (Sony)       | DE17 Gold · (14 Wo.)DE | AT14 (12 Wo.)AT | CH83 (1 Wo.)CH | Erstveröffentlichung: 31. Oktober 2014 Verkäufe: + 100.000 |
| 2020 | Weiße Weihnachten mit Fantasy Ariola (Sony) | DE8 (6 Wo.)DE | AT7 (4 Wo.)AT | CH20 (4 Wo.)CH | Erstveröffentlichung: 20. November 2020                    |

## Singles
| Jahr | Titel Album                                                 | Anmerkungen                                                   |
| ---- | ----------------------------------------------------------- | ------------------------------------------------------------- |
| 1998 | Herz gesucht Du ich lieb’ dich                              | Erstveröffentlichung: 3. August 1998                          |
| 1999 | Du, ich lieb Dich Du ich lieb’ dich                         | Erstveröffentlichung: 1. Februar 1999                         |
| 1999 | Olé, olá Mallorca Du ich lieb’ dich                         | Erstveröffentlichung: 28. Juni 1999                           |
| 2000 | Sag ich will Du ich lieb’ dich                              | Erstveröffentlichung: 24. Januar 2000                         |
| 2002 | Immer nur Du –                                              | Erstveröffentlichung: 17. Mai 2002                            |
| 2002 | Du bist alles –                                             | Erstveröffentlichung: Dezember 2002                           |
| 2005 | Geh mit ihm Mein schönstes Geschenk                         | Erstveröffentlichung: 10. Januar 2005                         |
| 2005 | Du fehlst überall Mein schönstes Geschenk                   | Erstveröffentlichung: 30. Juni 2005                           |
| 2007 | Land in Sicht                                               | Erstveröffentlichung: 10. August 2007                         |
| 2009 | Halleluja Land in Sicht                                     | Erstveröffentlichung: 24. April 2009                          |
| 2014 | R.I.O. – Es geht nach Rio de Janeiro Eine Nacht im Paradies | Erstveröffentlichung: 13. Juni 2014                           |
| 2017 | Bonnie & Clyde                                              | Erstveröffentlichung: 6. Januar 2017                          |
| 2017 | Ich brenn durch mit dir (Berlin) Bonnie & Clyde             | Erstveröffentlichung: 31. März 2017                           |
| 2019 | Casanova                                                    | Erstveröffentlichung: 14. Juni 2019                           |
| 2019 | Mona Lisa Casanova                                          | Erstveröffentlichung: 13. September 2019                      |
| 2020 | Auf dem Tretboot 10.000 bunte Luftballons                   | Erstveröffentlichung: 5. Juni 2020                            |
| 2020 | 10.000 bunte Luftballons                                    | Erstveröffentlichung: 18. September 2020                      |
| 2021 | Wild Boys 10.000 bunte Luftballons                          | Erstveröffentlichung: 14. Mai 2021                            |
| 2022 | Wovon träumst du denn Lieder unseres Lebens                 | Erstveröffentlichung: 14. Januar 2022 Original: Thomas Anders |
| 2022 | Mitten im Feuer                                             | Erstveröffentlichung: 29. Juli 2022                           |
| 2023 | Rosa oder blau (Que sera) Phönix aus der Asche              | Erstveröffentlichung: 20. Oktober 2023                        |
| 2024 | Das bleibt unter uns Chérie Willkommen im Wunderland        | Erstveröffentlichung: 8. November 2024                        |
| 2024 | Wenn heut Nacht für immer wär Willkommen im Wunderland      | Erstveröffentlichung: 27. Dezember 2024                       |
| 2025 | Solang mich Deine Liebe trägt Willkommen im Wunderland      | Erstveröffentlichung: 10. Januar 2025                         |
| 2025 | Dinge die wir heimlich tun Willkommen im Wunderland         | Erstveröffentlichung: 24. Januar 2025                         |
| 2025 | Heartbreaker Willkommen im Wunderland                       | Erstveröffentlichung: 14. Februar 2025                        |

## Videoalben und Musikvideos

### Videoalben
| Jahr | Titel Musiklabel                                                               | Höchstplatzierung, Gesamtwochen, AuszeichnungChartplatzierungen (Jahr, Titel, Musiklabel, Platzierungen, Wochen, Auszeichnungen, Anmerkungen) | Höchstplatzierung, Gesamtwochen, AuszeichnungChartplatzierungen (Jahr, Titel, Musiklabel, Platzierungen, Wochen, Auszeichnungen, Anmerkungen) | Höchstplatzierung, Gesamtwochen, AuszeichnungChartplatzierungen (Jahr, Titel, Musiklabel, Platzierungen, Wochen, Auszeichnungen, Anmerkungen) | Anmerkungen                                                      |
| Jahr | Titel Musiklabel                                                               | DE | AT | CH | Anmerkungen                                                      |
| ---- | ------------------------------------------------------------------------------ | --- | --- | --- | ---------------------------------------------------------------- |
| 2013 | Best of – 10 Jahre Fantasy – LIVE Ariola (Sony)                                | DE*DE | AT2 (2 Wo.)AT | — | Erstveröffentlichung: 8. Februar 2013 * siehe Best of            |
| 2014 | Eine Nacht im Paradies – Mit Fantasy am Zuckerhut Ariola (Sony)                | DE*DE | AT1 (5 Wo.)AT | CH5 (1 Wo.)CH | Erstveröffentlichung: 2. Mai 2014 * siehe Eine Nacht im Paradies |
| 2016 | Freudensprünge – Mit Fantasy auf Reisen Ariola (Sony)                          | DE*DE | AT1 (5 Wo.)AT | CH1 (1 Wo.)CH | Erstveröffentlichung: 2. September 2016 * siehe Freudensprünge   |
| 2018 | Das Beste von Fantasy – Das große Jubiläumsalbum mit allen Hits! Ariola (Sony) | DE*DE | AT6 (2 Wo.)AT | CH4 (2 Wo.)CH | Erstveröffentlichung: 9. März 2018 * siehe Kompilation           |
| 2024 | Fantasy TV Telamo (WMG)                                                        | DE94 (1 Wo.)DE | — | — | Erstveröffentlichung: 5. April 2024                              |

### Musikvideos
| Jahr | Titel                                      | Regie           |
| ---- | ------------------------------------------ | --------------- |
| 2009 | Halleluja                                  | Erik Lattwein   |
| 2010 | Halt mein Herz                             | Erik Lattwein   |
| 2010 | Ich will nicht mehr                        | Erik Lattwein   |
| 2012 | Ein weisses Boot                           |                 |
| 2012 | San Francisco                              | Erik Lattwein   |
| 2013 | Lied ohne Namen                            | Erik Lattwein   |
| 2013 | Endstation Sehnsucht (2 Versionen)         | Erik Lattwein   |
| 2013 | Flaschenpost                               |                 |
| 2013 | Wenn du glaubst der Himmel stürzt ein      |                 |
| 2014 | Eine Nacht im Paradies                     | Andreas Richter |
| 2014 | R.I.O. – Es geht nach Rio de Janeiro       | Andreas Richter |
| 2014 | Darling                                    | Andreas Richter |
| 2014 | Ein weißes Schloss das in den Bergen steht |                 |
| 2015 | Wenn die Sehnsucht nach mir in Dir brennt  | Andreas Richter |
| 2016 | Wenn du mir in die Augen schaust           |                 |
| 2016 | Blinder Passagier                          |                 |
| 2017 | Bonnie & Clyde                             |                 |
| 2017 | Ich brenn durch mit dir (Berlin)           |                 |
| 2018 | Gespenster der Nacht                       |                 |
| 2019 | Casanova                                   |                 |
| 2019 | Mona Lisa                                  |                 |
| 2019 | In deinem Zimmer brennt noch Licht         |                 |
| 2020 | Auf dem Tretboot                           |                 |
| 2020 | 10.000 bunte Luftballons                   |                 |
| 2020 | Ich hab den Schneemann geküsst             |                 |
| 2022 | Wovon träumst du denn                      |                 |
| 2022 | Mitten im Feuer                            |                 |
| 2023 | Wenn der Wind sich dreht                   |                 |
| 2023 | Rosa oder blau (Que sera)                  |                 |
| 2024 | Das bleibt unter uns Chérie                |                 |
| 2024 | Wenn heut Nacht für immer wär              |                 |
| 2025 | Solang mich Deine Liebe trägt              |                 |
| 2025 | Dinge die wir heimlich tun                 |                 |
| 2025 | Heartbreaker                               |                 |

## Promoveröffentlichungen
| Jahr | Titel Album                                                                           | Anmerkungen                                                            |
| ---- | ------------------------------------------------------------------------------------- | ---------------------------------------------------------------------- |
| 2005 | Du bist mein schönstes Geschenk Mein schönstes Geschenk                               | Erstveröffentlichung: 2005                                             |
| 2006 | Viel zu oft schon weh getan Alle wissen es schon                                      | Erstveröffentlichung: 2006                                             |
| 2006 | Endlich Sommer Alle wissen es schon                                                   | Erstveröffentlichung: 2006                                             |
| 2006 | San Francisco Alle wissen es schon                                                    | Erstveröffentlichung: 2006                                             |
| 2007 | Dieser Tanz Alle wissen es schon                                                      | Erstveröffentlichung: 2007                                             |
| 2007 | Ich wünsch’ dir frohe Weihnacht –                                                     | Erstveröffentlichung: 2007                                             |
| 2008 | Keine Lügen Land in Sicht                                                             | Erstveröffentlichung: 2008 CD-Single; nur in Österreich veröffentlicht |
| 2009 | Woher soll ich denn wissen, wie Liebe geht Land in Sicht                              | Erstveröffentlichung: 2009                                             |
| 2010 | Es brennt für Dich immer noch ein Licht König in der Nacht                            | Erstveröffentlichung: 2010                                             |
| 2010 | Halt mein Herz König in der Nacht                                                     | Erstveröffentlichung: 2010 CD-Single; nur in Österreich veröffentlicht |
| 2010 | Ich will nicht mehr König in der Nacht                                                | Erstveröffentlichung: 2010 CD-Single; nur in Österreich veröffentlicht |
| 2012 | Ein weisses Boot Best of – 10 Jahre Fantasy                                           | Erstveröffentlichung: 6. April 2012                                    |
| 2013 | Endstation Sehnsucht                                                                  | Erstveröffentlichung: 1. März 2013                                     |
| 2013 | Flaschenpost Endstation Sehnsucht                                                     | Erstveröffentlichung: 14. Juni 2013                                    |
| 2013 | Lange her Endstation Sehnsucht                                                        | Erstveröffentlichung: Oktober 2013                                     |
| 2013 | Stille Nacht, heilige Nacht –                                                         | Erstveröffentlichung: November 2013                                    |
| 2014 | Eine Nacht im Paradies                                                                | Erstveröffentlichung: 28. März 2014                                    |
| 2014 | Darling Eine Nacht im Paradies                                                        | Erstveröffentlichung: 2. Mai 2014                                      |
| 2014 | Ein weißes Schloss das in den Bergen steht Weihnachten mit Fantasy                    | Erstveröffentlichung: 22. November 2014                                |
| 2015 | Wenn die Sehnsucht nach mir in Dir brennt Eine Nacht im Paradies                      | Erstveröffentlichung: 4. April 2015                                    |
| 2016 | Wenn du mir in die Augen schaust Freudensprünge                                       | Erstveröffentlichung: 8. Januar 2016                                   |
| 2016 | Eine Insel in den Wolken Freudensprünge                                               | Erstveröffentlichung: 22. Januar 2016                                  |
| 2016 | Blinder Passagier Freudensprünge                                                      | Erstveröffentlichung: 5. Februar 2016                                  |
| 2018 | Gespenster der Nacht Das Beste von Fantasy – Das große Jubiläumsalbum mit allen Hits! | Erstveröffentlichung: 26. Januar 2018                                  |
| 2019 | Angel Eye Casanova                                                                    | Erstveröffentlichung: 12. Juli 2019                                    |
| 2019 | Flügel fangen Feuer Casanova                                                          | Erstveröffentlichung: 9. August 2019                                   |
| 2020 | Ich hab den Schneemann geküsst Weiße Weihnachten mit Fantasy                          | Erstveröffentlichung: 6. November 2020                                 |

## Sonderveröffentlichungen

### Alben
| Jahr | Titel Musiklabel                                        | Anmerkungen                                                                 |
| ---- | ------------------------------------------------------- | --------------------------------------------------------------------------- |
| 2016 | Alles was du brauchst: Ihre größten Hits! Ariola (Sony) | Erstveröffentlichung: 2016 Vertrieb nur in Österreich durch Melodie Express |

| Jahr | Titel Musiklabel                     | Anmerkungen                                                                      |
| ---- | ------------------------------------ | -------------------------------------------------------------------------------- |
| 2018 | Aber bitte mit Schlager Telamo (WMG) | Erstveröffentlichung: 16. Februar 2018 Vertrieb nur über die Handelskette Müller |

### Lieder
| Jahr | Titel Album                                                                    | Anmerkungen                             |
| ---- | ------------------------------------------------------------------------------ | --------------------------------------- |
| 2010 | Ich wünsch’ dir frohe Weihnacht Frische Weihnachten – Die neuen Weihnachtshits | Erstveröffentlichung: 12. November 2010 |
| 2016 | Peter Alexander Medley Peter Alexander 90 – Die neue Best Of                   | Erstveröffentlichung: 1. April 2016     |

### Videoalben
| Jahr | Titel Musiklabel                                          | Anmerkungen                                                                                      |
| ---- | --------------------------------------------------------- | ------------------------------------------------------------------------------------------------ |
| 2013 | Endstation Sehnsucht – Die Sommernacht 2013 Ariola (Sony) | Erstveröffentlichung: 25. Oktober 2013 CD+DVD; Verkäufe werden dem Studioalbum hinzuaddiert      |
| 2015 | Weihnachten mit Fantasy (Geschenk-Edition) Ariola (Sony)  | Erstveröffentlichung: 13. November 2015 CD+DVD; Verkäufe werden dem Weihnachtsalbum hinzuaddiert |

## Statistik

### Chartauswertung
Die folgenden Statistiken bieten eine Übersicht der Charterfolge von Fantasy in den Album- und Musik-DVD-Charts. In Deutschland besteht die Besonderheit, dass sich Videoalben auch in den Albumcharts platzieren, während es in Österreich und der Schweiz eigenständige Chartauswertungen gibt.
|                     | DE     | AT     | CH     |
| ------------------- | ------ | ------ | ------ |
| Nummer-eins-Alben   | DE9DE  | AT7AT  | CH1CH  |
| Top-10-Alben        | DE13DE | AT13AT | CH10CH |
| Alben in den Charts | DE19DE | AT18AT | CH16CH |

|                          | DE    | AT    | CH    |
| ------------------------ | ----- | ----- | ----- |
| Nummer-eins-Videoalben   | DE—DE | AT2AT | CH1CH |
| Top-10-Videoalben        | DE—DE | AT4AT | CH3CH |
| Videoalben in den Charts | DE—DE | AT4AT | CH3CH |

### Auszeichnungen für Musikverkäufe
Anmerkung: Auszeichnungen in Ländern aus den Charttabellen bzw. Chartboxen sind in ebendiesen zu finden.
| Land/RegionAuszeichnungen für Musikverkäufe (Land/Region, Auszeichnungen, Verkäufe, Quellen) | Gold       | Platin     | Verkäufe  | Quellen           |
| -------------------------------------------------------------------------------------------- | ---------- | ---------- | --------- | ----------------- |
| Deutschland (BVMI)                                                                           | 6× Gold6   | 3× Platin3 | 1.200.000 | musikindustrie.de |
| Österreich (IFPI)                                                                            | 4× Gold4   | 2× Platin2 | 65.000    | ifpi.at           |
| Insgesamt                                                                                    | 10× Gold10 | 5× Platin5 |           |                   |